# William Gibson (2e baron Ashbourne)
Pour les articles homonymes, voir William Gibson (homonymie) et Gibson.
William Gibson, 2e baron Ashbourne (16 décembre 1868 - 21 janvier 1942), est un noble irlandais.

## Biographie
Il est né au 20 Upper Pembroke Street, Dublin, fils d'Edward Gibson (1er baron Ashbourne), et Frances Maria Adelaide Colles (une petite-fille d'Abraham Colles et nièce de John Dawson Mayne).
Il fait ses études à la Harrow School, au Trinity College de Dublin et au Merton College de l'Université d'Oxford. Il devient 2e baron Ashbourne, d'Ashbourne, comté de Meath, en 1913 et occupe le poste de juge de paix pour le comté de Dublin et le comté de Meath. Il est l'un des fondateurs de la Roger Bacon Society et vice-président de la Irish Literary Society. Il est l'auteur de L'abbé de Lammenais et du Mouvement catholique libéral en France et collabore à The Dublin et à d'autres revues. En 1896, il épouse Marianne de Monbrison (morte en 1953), fille d'Henri Roger Conquerré de Monbrison de Paris, un protestant français du Languedoc. La sœur de Marianne est mariée au comte Edmond de Poutales. Lord et Lady Ashbourne n'ont aucun enfant.
Gibson est un nationaliste culturel enthousiaste et converti au catholicisme. Il adopte la robe irlandaise et est membre de la Ligue gaélique . Il parle français plutôt qu'anglais à ceux qui ne parlent pas irlandais. Il parle parfois l'irlandais à la Chambre des lords  tout en remarquant que « La Chambre des lords est en Angleterre, et à quoi cela lui servait-il de parler irlandais aux Anglais tandis que les Irlandais de Galway parlent anglais entre eux ? .
Son père laisse une fortune de 100 000 £ (environ 7 millions de £ au taux d'aujourd'hui), et bien que « Willie » soit le fils aîné et héritier, en raison de ses tendances nationalistes, il ne lui reste que 800 £ « dérisoires », la majeure partie ayant été transmise à son frère cadet, Edward Gibson (1873-1928), père du 3e baron Ashbourne.
Malgré toute son identité irlandaise, il vit près de Dorking, dans le Surrey, avant que lui et sa femme ne déménagent en France, où ils vivent à la Compagnie, où il est décédé. 